# Spaelotis salva
Spaelotis salva är en fjärilsart som beskrevs av Corti och Max Wilhelm Karl Draudt 1933. Spaelotis salva ingår i släktet Spaelotis och familjen nattflyn. Inga underarter finns listade i Catalogue of Life.